# Tuồng

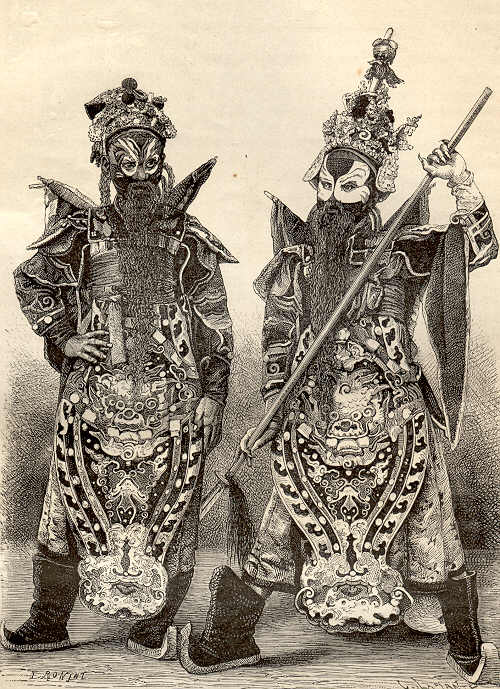
Costumes de seigneurs de guerre pour Tuồng (Hát Bội) à Huế en 1874

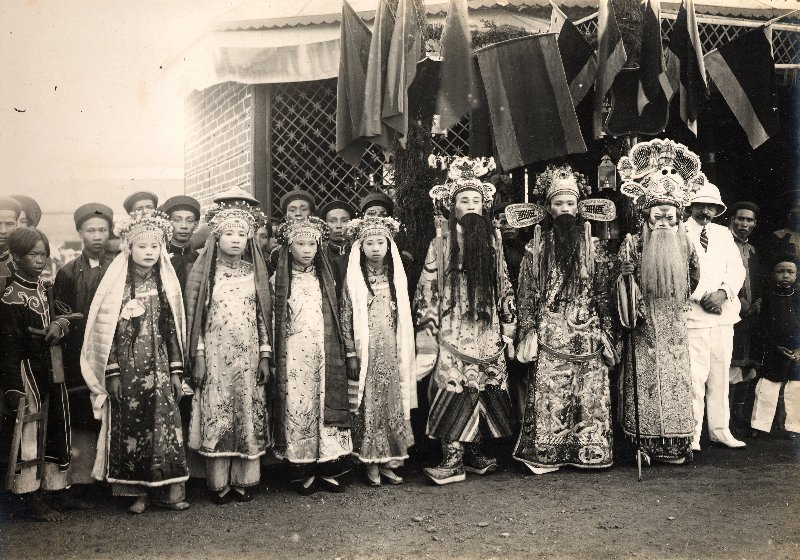
Acteurs de théâtre de Nam Dinh dans le Vietnam du XIXe siècle.

Le Hát tuồng (Hanoi: [háːt tûəŋ]) ou hát bội ( Saigon: [háːk ɓôjˀ] )  est une forme de théâtre vietnamien, souvent appelée « opéra classique vietnamien » et influencée par l'opéra chinois ,.
Le Tuồng se distingue du genre hát chèo, plus ancien, qui mêle danse, chant et poésie, et de la comédie musicale folklorique cải lương, plus moderne.

## Histoire
L'origine du tuồng demeure obscure. Alors que le Vietnam était en guerre contre la dynastie mongole Yuan, ce genre fut probablement importé de Chine. Un célèbre acteur nommé Lý Nguyên Cát (李元吉) fut emprisonné par les Vietnamiens. La cour impériale lui a demandé de diffuser ses connaissances du théâtre chinois aux enfants de l'élite, ce qui explique comment le tuồng fit ses débuts à la cour royale vietnamienne . Plus tard, il est adapté aux formes itinérantes, afin de divertir les classes populaires, notamment paysannes.
Cependant, le premier à pratiquer l'art tuồng au Vietnam, tel qu'on le connaît, est Dao Duy Tu . Sous la dynastie Nguyen, tuồng atteint son point culminant fut favorisé par les rois Nguyen. De nombreux grands dramaturges dont Đào Tấn étaient aussi de cette époque.
Avec le Hát chèo, le tuồng est l'une des formes d'art les plus populaires jusqu'au vingtième siècle. Avec l'arrivée de Cai Luong et du théâtre moderne, le tuong perd sa place.

## Argument
L'argument est le plus souvent historique. Il peut inclure des légendes de l'histoire de la Chine ou du Vietnam.

## Maquillage
Le Tuồng met en scène des personnages types, reconnaissables à leur maquillage et à leurs costumes, souvent élaborés et extravagants.
La couleur du visage, les sourcils et la barbe peuvent refléter la personnalité d'un personnage.
La couleur du visage peut indiquer que le personnage est courageux (rouge), calme (blanc), hautain, qu'il soit un protagoniste ou un antagoniste (bleu), déloyal (vert), immortel, féérique ou surnaturel (doré), adulateur (gris), loyal (joues couleur pêche), sanguins (rayures noires et blanches), un démon ou un monstre (rayé avec des parties peintes en rouge).
Les sourcils donnent aussi des indications : ils sont blancs pour les fées, simples pour les personnages ayant une bonne nature, longs pour les personnages arrogants, droits pour les personnages sanguins, courts pour tout type d'antagoniste, renfrognés pour les personnages tristes et pessimistes.
Enfin, la barbe est longue et verte ou noire pour des érudits ou bureaucrates, blanche ou grise pour les généraux, rouge pour les généraux étrangers, noire et bouclée pour les personnages sanguins, en forme d'ancre pour les fermiers et les bûcherons, et peinte pour les garçons séduisants.